# Lago Crestasee
O Lago Crestasee é um lago compartilhado pelos municípios de Flims e Trin no cantão de Grisons, Suíça.
Este lago encontra-se a 844 m de altitude. Desde 1892 uma casa de hóspedes na sua extremidade norte serve de pensão e bem como um restaurante que desde essa data mantem o estado original.